# Hondsrug Classic
De Hondsrug Classic is een mountainbikewedstrijd voor wedstrijdrijders en liefhebbers, de zogenaamde funklasse. Het unieke van de Hondsrug Classic is dat alle deelnemers gezamenlijk van start gaan. De Hondsrug Classic wordt georganiseerd in de Staatsbossen van het Drentse Gieten. In 2007 stonden zo'n 1300 bikers aan de start, waarmee de Hondsrug Classic de grootste wedstrijd, en tevens Cyclo, in Nederland was. De Hondsrug Classic staat op de Internationale kalender van de UCI als Class 1 (C1) wedstrijd.
In 1997 was het plan van de personeelsvereniging van Holland Casino om een Europees Kampioenschap voor Casino medewerkers te organiseren.
Om dit zo goed mogelijk te doen werd de hulp ingeroepen van de Stichting Wielerpromotion Oostermoer. De SWPO had al veel ervaring in het organiseren van wedstrijden (vooral veldrijden, maar ook wegwedstrijden en skeeleren). Omdat er voor die ene wedstrijd van alles in het bos geregeld en gebouwd moest worden werd besloten, om de kosten te spreiden, om er nog een wedstrijd aan toe te voegen. Dat werd de Hondsrug Classic. In 1997 kwamen er zo'n 300 deelnemers op af. Inmiddels is het aantal deelnemers gegroeid tot zo'n 1300. 
In 2012 en 2013 ging de wedstrijd niet door. De reden hiervoor was dat de organisatie te weinig sponsors had. Vanaf 2014 zou de wedstrijd weer plaatsvinden.

## Winnaars

### Mannen
| Jaar                                                           | Goud                | Zilver               | Brons                |
| -------------------------------------------------------------- | ------------------- | -------------------- | -------------------- |
| 2020                                                           | Erik Groen          | Thom Bonder          | Rick Ottema          |
| 2019                                                           |                     |                      |                      |
| 2018 Wedstrijd onderdeel van het NK Marathon                   |                     |                      |                      |
| 2017                                                           | Maarten Wynants     | Gert-Jan Bosman      | Twan Brusselman      |
| 2016                                                           | Frank Beemer        | Thom Bonder          | Henk Jaap Moorlag    |
| 2015                                                           | Bert-Jan Lindeman   | Martijn Keizer       | Erik Groen           |
| 2014                                                           | Jeroen Boelen       | Hans Becking         | Martijn Keizer       |
| 2012–2013: Wedstrijd niet gehouden i.v.m. financiële problemen |                     |                      |                      |
| 2011                                                           | Kevin van Hoovels   | Fabian Giger         | Bas Peters           |
| 2010                                                           | Bas Peters          | Henk Jaap Moorlag    | Bart Brentjens       |
| 2009                                                           | Jelmer Pietersma    | Bart Brentjens       | Nicolas Vermeulen    |
| 2008                                                           | Bas Peters          | Ian Bibby            | Mathijs Wagenaar     |
| 2007                                                           | Sven Nys            | Peter Riis Andersen  | Gerben de Knegt      |
| 2006                                                           | Bart Brentjens      | Christoph Soukup     | Thijs Al             |
| 2005                                                           | Gerben de Knegt     | Thijs Al             | Bart Brentjens       |
| 2004                                                           | Bart Brentjens      | Thijs Al             | Jakob Fuglsang       |
| 2003                                                           | Bart Brentjens      | Thijs Al             | Maarten Tjallingii   |
| 2002                                                           | Bart Brentjens      | Thijs Al             | Maarten Tjallingii   |
| 2001                                                           | Bart Brentjens      | Filip Meirhaeghe     | Jan Weevers          |
| 2000                                                           | Bart Brentjens      | Jan Weevers          | Bas van Dooren       |
| 1999                                                           | Jan Weevers         | Bas van Dooren       | Henk Dekker          |
| 1998                                                           | Bart Brentjens      | Peter Van Den Abeele | Jan Weevers          |
| 1997                                                           | Richard Groenendaal | Jan Weevers          | Peter Van Den Abeele |

### Vrouwen
| Jaar                                                           | Goud                     | Zilver                   | Brons                  |
| -------------------------------------------------------------- | ------------------------ | ------------------------ | ---------------------- |
| 2020                                                           | Monique Zeldenrust       | Rozanne Slik             | Iris van der Stelt     |
| 2019                                                           |                          |                          |                        |
| 2018 Wedstrijd onderdeel van het NK Marathon                   |                          |                          |                        |
| 2017                                                           | Annemiek van Vleuten     | Monique Zeldenrust       | Kirsten Peetoom        |
| 2016                                                           | Monique Zeldenrust       | Janneke Ensing           | Lotte Koopmans         |
| 2015                                                           | Annemiek van Vleuten     | Rozanne Slik             | Petra Mermans          |
| 2012–2013: Wedstrijd niet gehouden i.v.m. financiële problemen |                          |                          |                        |
| 2011                                                           | Laura Turpijn            | Anne Terpstra            | Maja Wloszczowska      |
| 2010                                                           | Laura Turpijn            | Gunn-Rita Dahle Flesjå   | Mary Mcconneloug       |
| 2009                                                           | Arielle Boek-van Meurs   | Laura Turpijn            | Monique Zeldenrust     |
| 2008                                                           | Daphny van den Brand     | Maaike Polspoel          | Laura Turpijn          |
| 2007                                                           | Daphny van den Brand     | Laura Turpijn            | Arielle Boek-van Meurs |
| 2006                                                           | Laura Turpijn            | Jingjing Wang            | Liu Ying               |
| 2005                                                           | Bernardine Boog-Rauwerda | Laura Turpijn            | Petra Hofs             |
| 2004                                                           | Daphny van den Brand     | Laura Turpijn            | Petra Hofs             |
| 2003                                                           | Alison Sydor             | Elsbeth van Rooy-Vink    | Laura Turpijn          |
| 2002                                                           | Daphny van den Brand     | Gunn-Rita Dahle Flesjå   | Saskia Elemans         |
| 2001                                                           | Corine Dorland           | Bernardine Boog-Rauwerda | Saskia Elemans         |
| 2000                                                           | Corine Dorland           | Tessa Solar              | Marlies Rotteveel      |
| 1999                                                           |                          |                          |                        |
| 1998                                                           |                          |                          |                        |
| 1997                                                           | Gunn-Rita Dahle Flesjå   | Lory Laroy               | Corine Dorland         |